# Gentiana duclouxii
Gentiana duclouxii är en gentianaväxtart som beskrevs av Adrien René Franchet. Gentiana duclouxii ingår i släktet gentianor, och familjen gentianaväxter. Inga underarter finns listade i Catalogue of Life.